# Christoph Sauerland
Christoph Sauerland ist, in Anlehnung der Bezeichnung öffentlich-rechtlicher Luftrettungsmittel, ein privates Projekt zur Stationierung und Betrieb eines Intensivtransporthubschraubers am Flugplatz Meschede-Schüren, um die medizinische Versorgung in der Region zu verbessern.

## Hintergrund
Der Förderverein Luftrettung Sauerland e.V. sieht das Sauerland vor allem nachts „als ländliche Region im nationalen Vergleich benachteiligt, da überregionale Traumazentren und Kliniken der Maximalversorgung bodengebunden nicht ausreichend schnell erreicht werden können und Hubschrauber lange Anflugzeiten haben.“

## Geschichte
Im Jahr 2014 wurde der Förderverein Luftrettung Sauerland e. V. gegründet, der sich zunächst um einen rund um die Uhr besetzten Dual Use-Rettungshubschraubers mit Rettungswinde bemühte, was bei den zuständigen Stellen allerdings auf weite Ablehnung traf.
Am 21. Dezember 2022 erteilte die Bezirksregierung Düsseldorf der Air Lloyd Flight Services GmbH eine bis Ende 2024 befristete Genehmigung zur Durchführung von Sekundärtransporten sowie der Beförderung von Organentnahmeteams. Dazu bestand eine Kooperation mit der Hagelstein Rettungsdienst GmbH und dem Institut für Notfallmedizin Arnsberg GmbH, die den Notfallsanitäter (HEMS TC) bzw. den Notarzt stellen sollten. Ursprünglich sollte der Intensivtransporthubschrauber vom Typ MD 902 Explorer bereits ab Mai 2023 von Sonnenaufgang bis -untergang als Rettung Sauerland 1-ITH-1 für Einsätze bereitstehen, was aber auf unbestimmte Zeit verschoben wurde. Ein Antrag zur Verlängerung der Genehmigung der Intensivhubschrauber hat die Bezirksregierung Düsseldorf im Oktober 2024 abgelehnt. Damit ist das Projekt vorerst gescheitert.